# Scytodes gilva
Scytodes gilva là một loài nhện trong họ Scytodidae.
Loài này thuộc chi Scytodes. Scytodes gilva được Tord Tamerlan Teodor Thorell miêu tả năm 1887.